# Шляй

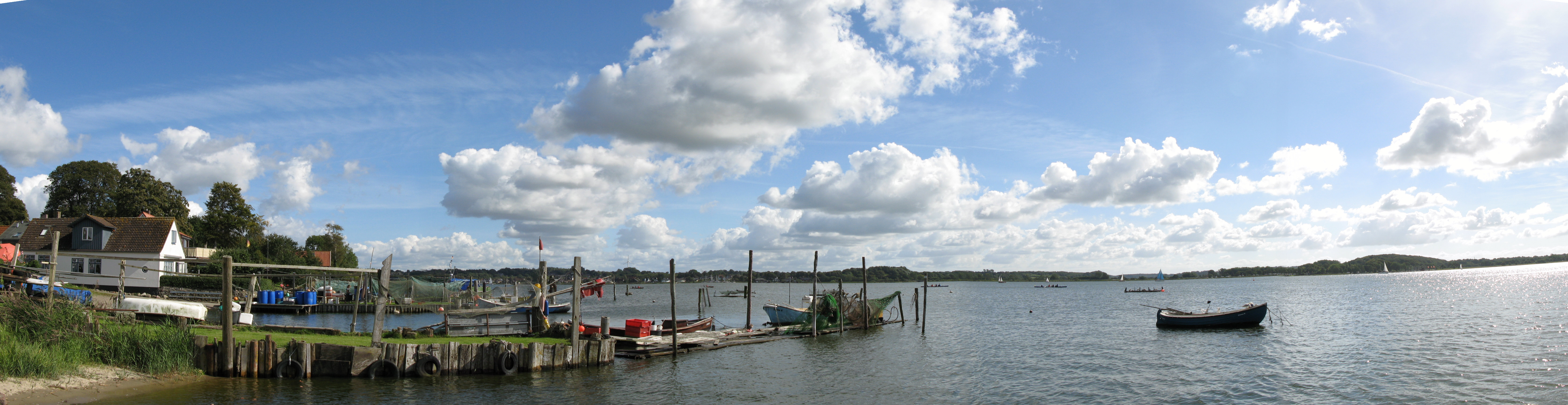
Шляй у селі Гольм, Шлезвіг

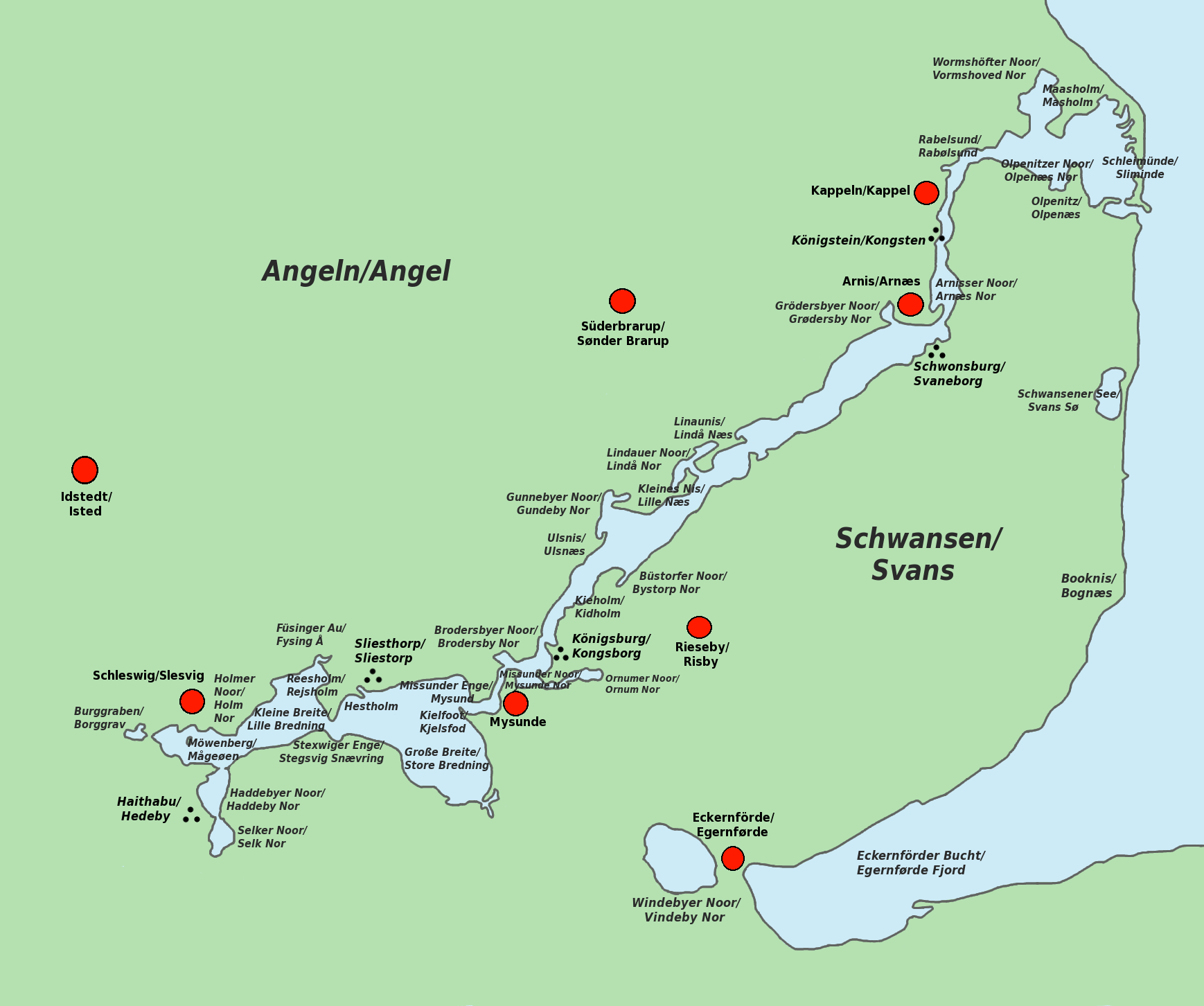
Двомовна карта Шляю (німецькі та данські топоніми)

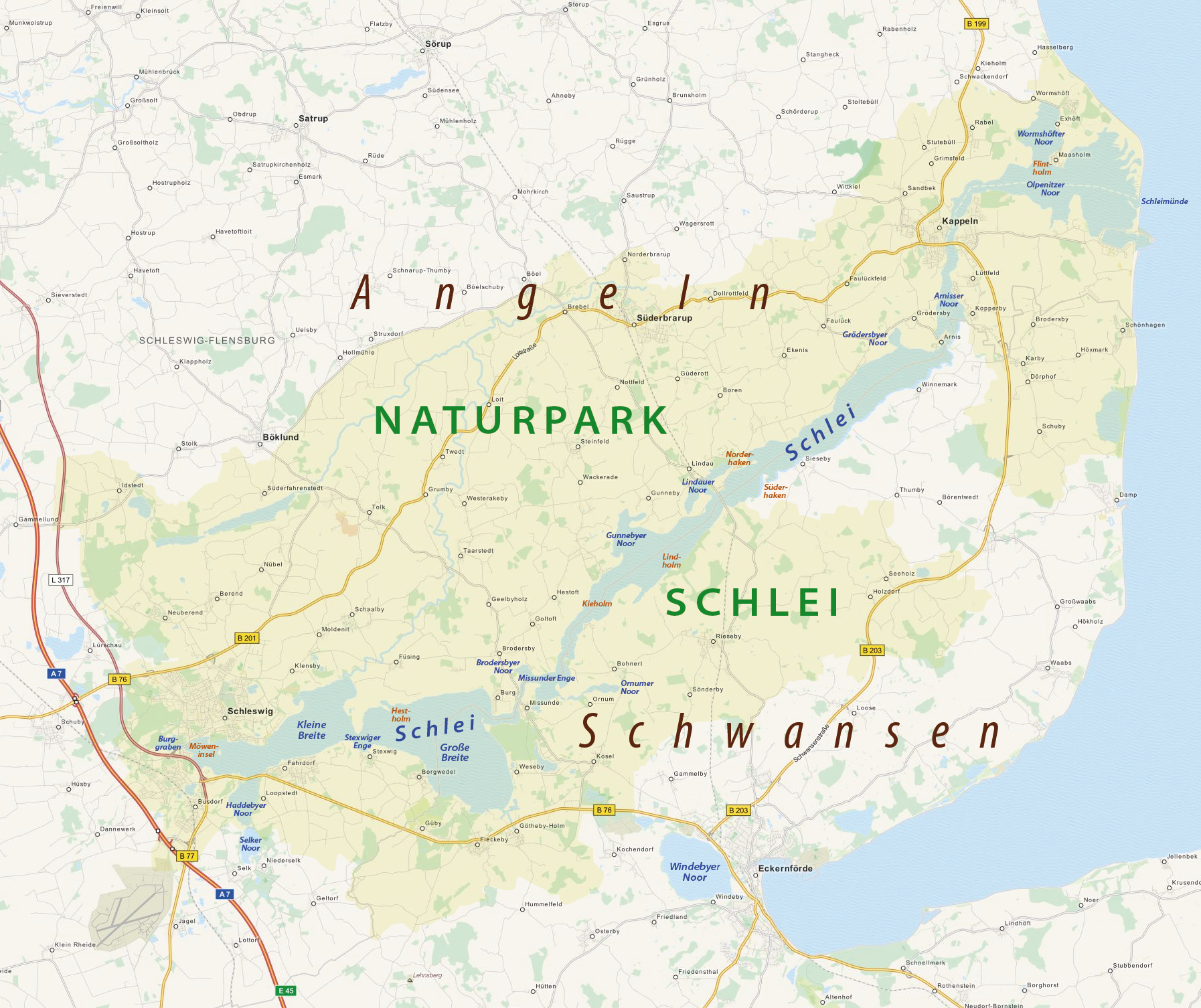
Природний парк Шляй

Шляй (німецька: [ʃlaɪ] ⓘ дан. Slien або Slesvig Fjord) — вузька затока Балтійського моря у Шлезвіґ-Гольштайні на півночі Німеччини. Вона простягається приблизно на 32 кілометри від Балтійського моря поблизу Каппельна та Арніса до міста Шлезвіґ. Уздовж Шляю є багато невеликих заток і боліт. Шляй відділяє півострів Анґельн на півночі від півострова Шванзен на півдні.
Важливе поселення вікінгів Гедебі розташовувалося на вершині лиману (фіорду), але згодом покинуте на користь міста Шлезвіґ. На цьому місці побудовано музей, який розповідає історію покинутого міста.

## Етимологія
Назвою Шляю колись, ймовірно, було Анґель, пізніше давши назву регіону Анґельн. Ця назва походить від скандинавського слова angr («вузький»). Отже, Анґель означало «вузький фіорд», що добре відповідає довгому та вузькому Шляєві.
Вважається, що сучасна назва використовувалася лише для внутрішнього Шляю (широкі затоки на вершині лиману, відомі зараз данською мовою як Сторе Бреднінґ дан. Store Bredning та Лілле Бреднінґ дан. Lille Bredning, а німецькою мовою як Ґросе Брайте нім. Große Breite та Кляйне Брайте нім. Kleine Breite, поблизу Шлезвіґа). Вважається, що це слово пов'язане з данським словом slæ («очерети, водяні рослини»).